# Country Club Hills (Missouri)
Country Club Hills é uma cidade localizada no estado americano do Missouri, no Condado de St. Louis.

## Demografia
Segundo o censo americano de 2000, a sua população era de 1381 habitantes.
Em 2006, foi estimada uma população de 1303, um decréscimo de 78 (-5.6%).

## Geografia
De acordo com o United States Census Bureau tem uma área de 0,5 km², dos quais 0,5 km² cobertos por terra e 0,0 km² cobertos por água.

## Localidades na vizinhança
O diagrama seguinte representa as localidades num raio de 4 km ao redor de Country Club Hills.